# Tiny (Ontario)
Tiny to gmina (ang. township) w Kanadzie, w prowincji Ontario, w hrabstwie Simcoe. Położona jest u południowych brzegów wielkiej zatoki jeziora Huron, Georgian Bay, a ściślej - nad jej najbardziej na południe wysuniętą częścią, zwaną zatoką Nottawasaga.
Powierzchnia Tiny to 343,2 km².
Według danych spisu powszechnego z roku 2001 Tiny liczy 9035 mieszkańców (26,33 os./km²).